# Hoàng Anh
Bài này nói về một cựu chính khách Việt Nam tên Hoàng Anh. Các đề tài khác cùng tên xin xem thêm trang Hoàng Anh (định hướng)
Hoàng Anh (10 tháng 2 năm 1912 – 10 tháng 5 năm 2016) là một cựu chính khách Việt Nam. Ông từng giữ các chức vụ quan trọng trong Đảng Cộng sản Việt Nam và chính quyền như Bí thư Trung ương Đảng, Phó Thủ tướng, Bộ trưởng Bộ Tài chính, Bộ trưởng Bộ Nông nghiệp. Ông là một trong những Đảng viên Đảng Cộng sản Việt Nam sống thọ nhất. Ông được Nhà nước Việt Nam trao tặng Huân chương Sao Vàng năm 2007.

## Thân thế và bước đầu hoạt động cách mạng
Ông sinh ngày 10 tháng 2 năm 1912 tại xã Phong Thái, huyện Phong Điền, tỉnh Thừa Thiên – Huế.
Thuở nhỏ, ông được cha mẹ cho đi học. Năm 15 tuổi, do gia cảnh sa sút, ông nghỉ học, ở nhà phụ việc làm ruộng. Do được ăn học ít nhiều, ông nhận thức được ý thức chính trị. Năm 1936, ông tham gia phong trào Mặt trận Nhân dân Phản đế Đông Dương, đấu tranh đòi những quyền lợi cơ bản cho dân bản xứ. Ông là đảng viên của Đảng Cộng sản Đông Dương sau đó 1 năm (năm 1937). Tuy nhiên, năm 1938, chính phủ Mặt trận bình dân (Pháp) đổ, phong trào Mặt trận Thống nhất Dân chủ Đông Dương bị đàn áp, ông bị chính quyền thực dân Pháp bắt giam tại nhà lao Thừa Phủ (Huế). Cùng bị giam với ông có Nguyễn Vịnh, Tố Hữu....

## Một trong những lãnh đạo Việt Minh tại Huế
Tháng 5 năm 1945, ông được ra tù. Ngay lập tức, ông bắt liên lạc và hoạt động trong Mặt trận Việt Minh của tỉnh. Ngày 23 tháng 5 năm 1945, ông tham gia Hội nghị Ban chấp hành Việt Minh tỉnh Thừa Thiên (lấy biệt danh Việt Minh Nguyễn Tri Phương) và tham gia Ban thường vụ gồm 5 người là Hoàng Anh, Lê Dĩnh, Lê Tự Đồng, Trần Thanh Từ, Mỹ Sơn (Bí thư). Thời gian này, ông sử dụng các bí danh Bình hoặc Hoàng để hoạt động bí mật.
Khi Việt Minh chuẩn bị giành chính quyền tại Thừa Thiên Huế, ông được giao công tác tiếp xúc và vận động các bộ trưởng trong Chính phủ Trần Trọng Kim. Trong danh sách Ủy ban Khởi nghĩa tỉnh Thừa Thiên công bố ngày 20 tháng 8 năm 1945, ông giữ chức vụ Phó Chủ tịch, dưới quyền Chủ tịch Tố Hữu. Ba ngày sau, ngày 23 tháng 8, Ủy ban nhân dân Cách mạng Lâm thời tỉnh Thừa Thiên được thành lập, ông lại được cử làm Phó Chủ tịch dưới quyền Chủ tịch Tôn Quang Phiệt. Chính ông là người cùng với Phan Tử Lăng và một số cán bộ chỉ huy tổ chức bắt giữ nhóm nhảy dù của Thiếu tá Castella (đặc phái viên của tướng De Gaulle) ngày 26 tháng 8 năm 1945.
Tháng 1 năm 1946, ông trúng cử là Đại biểu Quốc hội khóa I của đơn vị bầu cử tỉnh Thừa Thiên. Tháng 3 năm đó, ông được cử làm Chủ tịch Ủy ban Hành chính tỉnh Thừa Thiên. Sau khi Pháp tái chiếm Đông Dương, tháng 11 năm 1946, ông được cử tham gia Ủy ban Kháng chiến Thừa Thiên, dưới quyền Chủ tịch Hà Văn Lâu. Khi Ủy ban Kháng chiến Thừa Thiên được cải thành Ủy ban Hành chính Kháng chiến Thừa Thiên ngày 28 tháng 7 năm 1947, ông một lần nữa được cử vào chức vụ Chủ tịch. Ông cũng được bầu là Bí thư Tỉnh ủy Thừa Thiên, Bí thư Phân khu ủy kiêm Chủ tịch Ủy ban Hành chính Kháng chiến mặt trận Bình Trị Thiên. Năm 1948, ông được chỉ định làm Bí thư Liên khu ủy Khu 4.
Tháng 2 năm 1951, tại Đại hội đại biểu lần II của Đảng, ông được bầu vào Ban Chấp hành Trung ương Đảng Lao động Việt Nam.
Tháng 11 năm 1953, ông được Trung ương cử trực tiếp chỉ đạo chính quyền Việt Minh ở Thanh Hóa tổ chức mở đường 41 lên Điện Biên Phủ cũng như tổ chức các hoạt động tiếp tế chi viện cho Chiến dịch Điện Biên Phủ đầu năm 1954.
Sau chiến thắng Điện Biên Phủ, ông được Trung ương điều ra Bộ Quốc phòng tham gia Tổng quân ủy với cấp bậc Đại tá, phụ trách theo dõi thi hành Hiệp định Genève, 1954.
Sau Hiệp định Genève, ông ở lại miền Bắc, tiếp tục công tác trong Quân ủy Trung ương, Thứ trưởng Bộ Quốc phòng.

## Tham gia công tác Ban Bí thư và Chính phủ
Hoạt động trong lĩnh vực tài chính.
Tháng 6 năm 1958, ông được phê chuẩn bổ nhiệm vào chức vụ Bộ trưởng Bộ Tài chính và tháng 11 năm đó được bổ sung vào Ban Bí thư.
Năm 1960, ông là một trong 4 đại biểu lưu nhiệm của tỉnh Thừa Thiên tại Quốc hội khóa II và được tái bổ nhiệm Bộ trưởng Bộ Tài chính, phân công kiêm thêm chức vụ Chủ nhiệm Văn phòng Tài chính-Thương nghiệp Phủ Thủ tướng. Cũng trong năm đó, ông tái đắc cử Ủy viên Ban Chấp hành Trung ương Đảng Lao động Việt Nam khóa III, được bầu vào Ban Bí thư.
Tháng 1 năm 1963, ông thôi giữ chức Chủ nhiệm Văn phòng Tài chính-Thương nghiệp Phủ Thủ tướng. Người thay thế ông trong chức vụ này là ông Phạm Hùng.
Năm 1964, ông tiếp tục là đại biểu lưu nhiệm của tỉnh Thừa Thiên tại Quốc hội khóa III và được tái bổ nhiệm Bộ trưởng Bộ Tài chính.
Hoạt động trong lĩnh vực Nông nghiệp.
Tuy nhiên, đến tháng 4 năm 1965, ông được phê chuẩn bổ nhiệm Bộ trưởng Bộ Nông nghiệp kiêm Chủ nhiệm Văn phòng Nông nghiệp Phủ Thủ tướng. Tháng 11 năm 1967, ông thôi nhiệm Bộ trưởng, được phân công làm Bí thư Khu ủy kiêm Chính ủy Quân khu Trị Thiên. Tháng 12 năm 1969, ông thôi giữ chức Chủ nhiệm Văn phòng Nông nghiệp.
Tháng 4 năm 1971, ông được triệu hồi về Trung ương, được bổ nhiệm Phó Thủ tướng kiêm Chủ nhiệm Ủy ban Nông nghiệp Trung ương. Tháng 4 năm 1974, ông thôi giữ chức Chủ nhiệm Ủy ban Nông nghiệp Trung ương.
Hoạt động trong lĩnh vực tài chính.
Tại Quốc hội thống nhất khóa VI, ông trúng cử vào Đại biểu Quốc hội và được bổ nhiệm vào chức vụ Tổng Giám đốc Ngân hàng Nhà nước Việt Nam. Tại Đại hội đại biểu lần IV của Đảng, ông được bầu vào Ban Chấp hành Trung ương Đảng Lao động Việt Nam.
Tháng 2 năm 1977, ông được bổ nhiệm vào chức vụ Bộ trưởng Bộ Tài chính lần thứ 2 và giữ chức vụ này cho đến khi nghỉ hưu vào tháng 5 năm 1982.

## Tôn vinh
Nếu theo trang thông tin của Bộ Tài chính, thì ông sinh ngày 28 tháng 3 năm 1911 và là chính khách Việt Nam cao tuổi nhất cấp Bộ trưởng trở lên còn sống (100 tuổi), trên cả Đại tướng Võ Nguyên Giáp. Năm 2007, để ghi nhận những cống hiến của ông, Nhà nước Việt Nam đã trao tặng Huân chương Sao Vàng, huân chương cao quý nhất Việt Nam.
Ngày 26 tháng 3 năm 2012, tỉnh Thừa Thiên – Huế phối hợp với huyện Phong Điền và gia đình đồng chí Hoàng Anh tổ chức lễ khánh thành nhà lưu niệm và mừng thọ 100 tuổi cho ông. Buổi lễ được tổ chức ở nhà lưu niệm đồng chí Hoàng Anh, sự kiện cũng nhân kỷ niệm 37 năm Ngày giải phóng quê hương Thừa Thiên Huế. Công trình Nhà lưu niệm đồng chí Hoàng Anh có diện tích hơn 500m² với tổng đầu tư khoảng 1,5 tỷ đồng.

## Qua đời và lễ tang
Ngày 10 tháng 5 năm 2016, do tuổi cao sức yếu, ông qua đời khi đang điều trị tại Bệnh viện Trung ương Quân đội 108, Hà Nội, không lâu sau sinh nhật lần thứ 104.
Lễ viếng được tổ chức tại Nhà Tang lễ Quốc gia, số 5 Trần Thánh Tông, Hà Nội vào ngày 16 tháng 5 cùng năm theo nghi thức cấp Nhà nước, đông đảo lãnh đạo, nguyên lãnh đạo Đảng và nhà nước ở 2 miền cũng đã tới viếng, trưa chiều cùng ngày linh cữu được đưa ra xe tang để đưa về huyện Ba Vì thể theo di nguyện của ông và nguyện vọng của gia đình.
Tại huyện Ba Vì, lễ viếng đã được diễn ra cũng cùng ngày tại đây, có các lãnh đạo, nguyên lãnh đạo Đảng và nhà nước ở 2 miền và gia đình đã đến viếng. Linh cữu của Hoàng Anh được hỏa táng và sau đó tro cốt của ông được an táng tại nghĩa trang Công viên Vĩnh Hằng, thành phố Hà Nội.